# Превземане на Одрин
Вижте пояснителната страница за други значения на битки при Одрин.
Превземането на Одрин е действие на авангарда на Южния отряд срещу разпокъсани османски подразделения и бежанци през Руско-турската война (1877-1878).

## Оперативна обстановка
След поражението на остатъчната групировка на Сюлейман паша от Западния отряд (Гурко) в битката при Пловдив и последвалата я битка при Дермендере, Караагач и Белащица разпокъсаните му части се оттеглят през Родопите и по долината на р. Марица. Заедно с тях се движат в обстановка на хаос, значителни групи турски бежанци.
Южния руски отряд след битката при Шейново, срещайки слаба съпротива, се движи най-бързо в направлението към Одрин. На 5/17 януари предните сили на авангарда на отряда (генерал-майор Александър Струков), спират грамаден обоз от турски бежанци и разпокъсани армейски подразделения и овладяват Харманли. Със силите на 3 конни полка генерал-майор Струков продължава движението на юг и влиза на 6/18 януари в опразнения от османски сили град Мустафа паша (дн. Свиленград). Едновременно започват преговори за примирие на османска делегация (Север паша и Намик паша) с великия княз Николай Николаевич. Авангардът незабавно се насочва към Одрин.

## Действия на 7 – 8/19 – 20 януари
Сутринта на 19 януари остатъчните османски сили изоставят Одрин. Там остава полурота за охрана на консулствата на Великите сили и новоназначения управител на града, гръка Фассо (син на Намик паша). Настъпват паника и масови грабежи. Отстъпващите османски подразделения по долината на р. Марица заобикалят града. Силите на генерал-майор Струков, поради изоставане на пехотата, спират на хълмовете до българския квартал. Тук са посрещнати от 5000 души с молба да се намесят и спрат хаоса.
На следващия ден 20 януари влизат в града, който се оказва строителен лабиринт, и започват борба с грабежите и мародерствата. Заловени са 26 оръдия, от които 4 круповски. На 21 януари пристигат и бежанците от района на Харманли, което води до нова вълна от насилия. Вечерта пристигат главните сили (генерал-лейтенант Михаил Скобелев).
На 21 януари за губернатор на града е назначен генерал-лейтенант Владимир Свечин, който с енергични мерки възстановява реда.